# Vacheresse
Pour les articles homonymes, voir Vacheresse (homonymie).
Vacheresse est une commune française située dans le département de la Haute-Savoie, en région Auvergne-Rhône-Alpes.

## Géographie

### Localisation
La commune se situe dans le département de la Haute-Savoie, au nord des Alpes françaises.
Elle appartient au Chablais français et est bâtie sur la rive droite de la Dranse d'Abondance, à 15,4 kilomètres au sud-est de Thonon-les-Bains et à 10,3 kilomètres au sud d'Évian-les-Bains à vol d'oiseau.

### Géologie et relief
La superficie de la commune est de 3 102 hectares ; son altitude varie de 755  à   2 090 mètres.
L'altitude du chef-lieu est de 820 mètres. Le point le plus bas est à la Vignette et le plus haut à Entre deux Nants. Les alpages s'élèvent jusqu'à 2 000 m (col de Planchamp), Bise (1 500 m), la Corne (1 082 m), Sémy (1 586 m) et  Ubine (1 470 m) au pied du mont Chauffé.

### Hydrographie
La commune est située dans le bassin du Rhône. La Dranse d'Abondance, qu'elle domine sur la rive droite, prend sa source sur le territoire de la commune de Châtel. Après avoir rejoint la Dranse de Morzine et le Brévon, elle forme la Dranse, qui se jette dans le lac Léman à Thonon-les-Bains.

### Voies de communication et transports
Les transports en commun d'Évian-les-Bains (ÉVA'D) desservent la commune.

## Urbanisme

### Typologie
Au 1er janvier 2024, Vacheresse est catégorisée commune rurale à habitat dispersé, selon la nouvelle grille communale de densité à sept niveaux définie par l'Insee en 2022.
Elle est située hors unité urbaine. Par ailleurs la commune fait partie de l'aire d'attraction de Thonon-les-Bains, dont elle est une commune de la couronne,. Cette aire, qui regroupe 18 communes, est catégorisée dans les aires de 50 000 à moins de 200 000 habitants,.

### Occupation des sols
L'occupation des sols de la commune, telle qu'elle ressort de la base de données européenne d’occupation biophysique des sols Corine Land Cover (CLC), est marquée par l'importance des forêts et milieux semi-naturels (88,4 % en 2018), une proportion sensiblement équivalente à celle de 1990 (88,8 %). La répartition détaillée en 2018 est la suivante : 
forêts (52,3 %), milieux à végétation arbustive et/ou herbacée (33,6 %), prairies (8,4 %), espaces ouverts, sans ou avec peu de végétation (2,4 %), zones urbanisées (1,9 %), zones agricoles hétérogènes (1,3 %).
L'IGN met par ailleurs à disposition un outil en ligne permettant de comparer l’évolution dans le temps de l’occupation des sols de la commune (ou de territoires à des échelles différentes). Plusieurs époques sont accessibles sous forme de cartes ou photos aériennes : la carte de Cassini (XVIIIe siècle), la carte d'état-major (1820-1866) et la période actuelle (1950 à aujourd'hui).

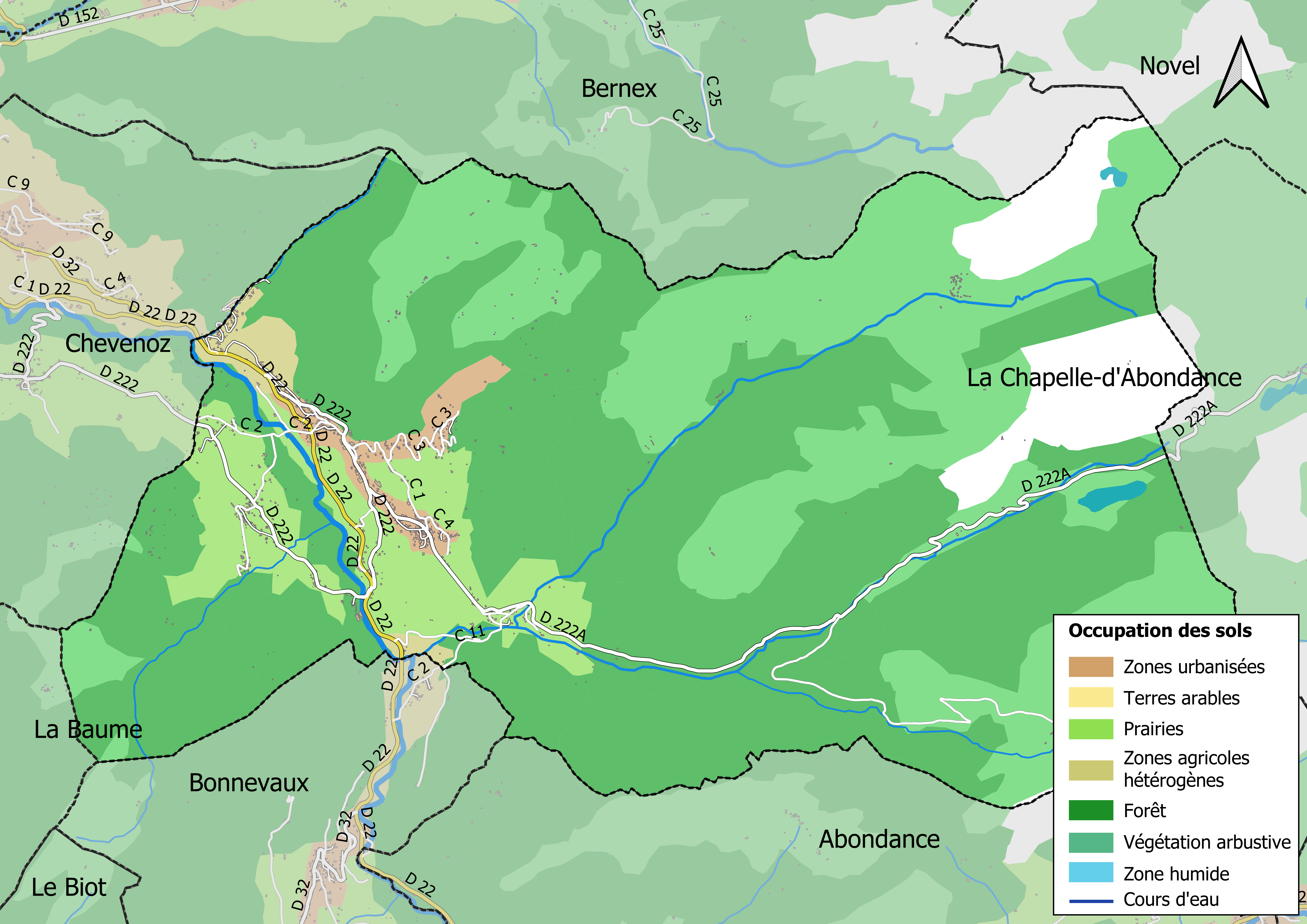
Carte des infrastructures et de l'occupation des sols en 2018 (CLC) de la commune.
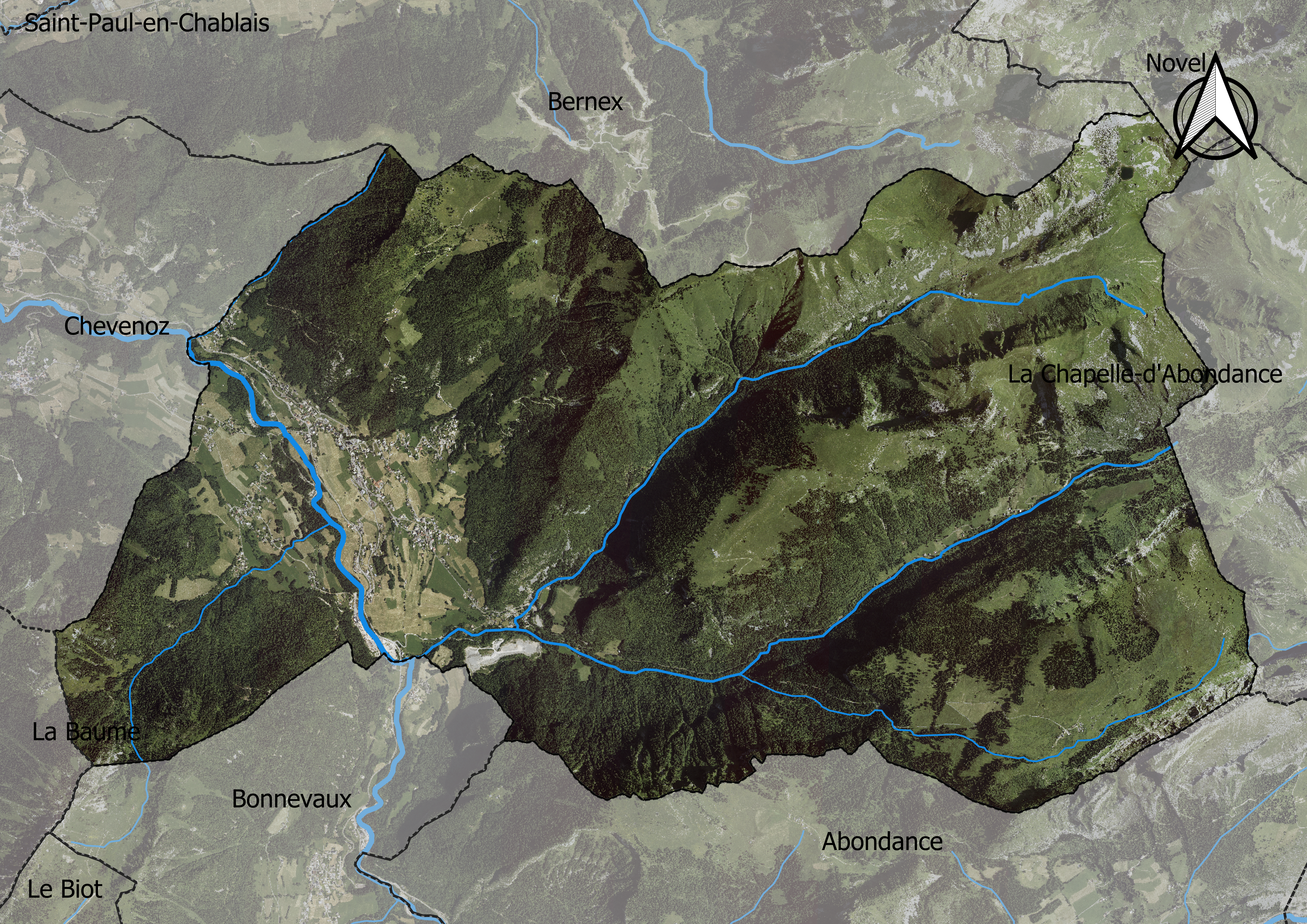
Carte orthophotogrammétrique de la commune.

### Morphologie urbaine
Outre son bourg principal, la commune de Vacheresse compte plusieurs hameaux dont Darbon, Misérave, Leschaux, La Mouillette, Les Audevex, Le Villard, La Revenette, Les Penots, Covaleux, Chez Morard, Les Glaciers, Écotex, Les Granges, Fontany, Taverole, Les Quarts, Les Côtes.

### Logement
En 2009, le nombre total de logements dans la commune était de 474, alors qu'il était de 456 en 1999.
Parmi ces logements, 62,3 % étaient des résidences principales, 32,2 % des résidences secondaires et 5,4 % des logements vacants. Ces logements étaient pour 82,0 % d'entre eux des maisons individuelles et pour 17,3 % des appartements.
La proportion des résidences principales, propriétés de leurs occupants était de 79,9 %, en légère augmentation par rapport à 1999 (76,7 %). La part de logements HLM loués vides (logements sociaux) était de 2,2 % contre 2,5 % en 1999.

## Toponymie
Vacheresse est mentionnée, vers 1344, sous la forme Cura de Vachereces.
Le toponyme est un adjectif de l'ancien français, signifiant des « vache », et dérivant du latin médiéval vacaritia/vaccaria.
En francoprovençal, le nom de la commune s'écrit Vashrèfe (graphie de Conflans) ou Vacherèce (ORB).

## Histoire
En 1889, la route qui relie le Val d'Abondance à Thonon par Bioge est parachevée. Dès lors, le trafic de la vallée qui était orienté vers Évian se tournera vers Thonon.
Vers 1910, la commune de Vacheresse se voit attribuer un bureau de poste. Jusqu'alors, le courrier était acheminé par Chevenoz.
Durant la Première Guerre mondiale, 56 habitants de la commune perdent la vie.
Entre les deux guerres, le réseau routier s'étoffe de nombreuses routes vicinales, qui dotées ultérieurement de revêtement, rendent plus en plus accessibles aux voitures les villages éloignés et les alpages de Bise et Ubine.

## Politique et administration

### Situation administrative
Vacheresse appartient au canton d'Évian-les-Bains, qui compte selon le redécoupage cantonal de 2014 33 communes. Avant ce redécoupage, la commune appartenait au canton d'Abondance, dont Abondance  était le chef-lieu.
À l'origine les six communes de l'ancien canton d'Abondance, correspondant au territoire de la vallée homonyme, ont formé le syndicat intercommunal à la carte de la vallée d'Abondance (SICVA). Ce syndicat a laissé sa place à la communauté de communes de la vallée d'Abondance (2CVA), en 2013. Depuis 2017 Vacheresse fait partie de la nouvelle communauté de communes du Pays d'Evian et de la Vallée d'Abondance (CCPEVA).
Vacheresse relève de l'arrondissement de Thonon-les-Bains et de la cinquième circonscription de la Haute-Savoie.

### Administration municipale
Le nombre d'habitants au dernier recensement étant compris entre 500 et 1 499, le nombre de membres du conseil municipal est de 15.

### Liste des maires
| Période                                  | Période               | Identité                   | Étiquette | Qualité      |
| ---------------------------------------- | --------------------- | -------------------------- | --------- | ------------ |
| Les données manquantes sont à compléter. |                       |                            |           |              |
| 1983                                     | mars 2008             | Roger Petitjean            |           |              |
| mars 2008                                | mars 2014             | Jean-Pierre Favre-Victoire |           |              |
| mars 2014                                | mai 2020              | Denis Petitjean            |           |              |
| mai 2020                                 | 22 avril 2024 (décès) | Ange Medori                |           | Ancien cadre |
| juin 2024                                | En cours              | Jean Tupin-Bron            |           |              |

## Population et société

### Démographie
L'évolution du nombre d'habitants est connue à travers les recensements de la population effectués dans la commune depuis 1793. Pour les communes de moins de 10 000 habitants, une enquête de recensement portant sur toute la population est réalisée tous les cinq ans, les populations de référence des années intermédiaires étant quant à elles estimées par interpolation ou extrapolation. Pour la commune, le premier recensement exhaustif entrant dans le cadre du nouveau dispositif a été réalisé en 2007.

En 2022, la commune comptait 912 habitants, en évolution de +9,75 % par rapport à 2016 (Haute-Savoie : +6,01 %, France hors Mayotte : +2,11 %).
| 1793 | 1800  | 1806  | 1822  | 1838 | 1848  | 1858  | 1861  | 1866  |
| ---- | ----- | ----- | ----- | ---- | ----- | ----- | ----- | ----- |
| 626  | 1 006 | 1 024 | 1 172 | 968  | 1 050 | 1 021 | 1 121 | 1 077 |

| 1872  | 1876  | 1881 | 1886  | 1891  | 1896  | 1901  | 1906 | 1911 |
| ----- | ----- | ---- | ----- | ----- | ----- | ----- | ---- | ---- |
| 1 074 | 1 015 | 951  | 1 046 | 1 015 | 1 028 | 1 024 | 975  | 975  |

| 1921 | 1926 | 1931 | 1936 | 1946 | 1954 | 1962 | 1968 | 1975 |
| ---- | ---- | ---- | ---- | ---- | ---- | ---- | ---- | ---- |
| 809  | 830  | 806  | 709  | 666  | 619  | 613  | 571  | 559  |

| 1982 | 1990 | 1999 | 2006 | 2007 | 2012 | 2017 | 2022 | - |
| ---- | ---- | ---- | ---- | ---- | ---- | ---- | ---- | - |
| 523  | 533  | 606  | 715  | 729  | 781  | 855  | 912  | - |

### Enseignement
Vacheresse est située dans l'académie de Grenoble.
Elle administre une école maternelle et une école élémentaire communales qui regroupaient 83 élèves en 2014-2015.

### Médias
- Télévision locale : TV8 Mont-Blanc.

## Économie

### Revenus de la population et fiscalité
En 2011, le revenu fiscal médian par ménage était de 31 960 €, ce qui plaçait Vacheresse au 12 452e rang parmi les 31 886 communes de plus de 49 ménages en métropole.
En 2009, 44,3 % des foyers fiscaux n'étaient pas imposables.

### Emploi
En 2009, la population âgée de 15 à 64 ans s'élevait à 472 personnes, parmi lesquelles on comptait 73,6 % d'actifs dont 72,1 % ayant un emploi et 1,6 % de chômeurs.
On comptait 131 emplois dans la zone d'emploi, contre 78 en 1999. Le nombre d'actifs ayant un emploi résidant dans la zone d'emploi étant de 342, l'indicateur de concentration d'emploi est de 30,3 %, ce qui signifie que la zone d'emploi offre seulement un emploi pour trois habitants actifs.

### Entreprises et commerces
Au 31 décembre 2010, Vacheresse comptait 74 établissements : 15 dans l’agriculture-sylviculture-pêche, 7 dans l'industrie, 12 dans la construction, 29 dans le commerce-transports-services divers et 35 étaient relatifs au secteur administratif.
En 2011, 4 entreprises ont été créées à Vacheresse, dont 3 par des autoentrepreneurs.

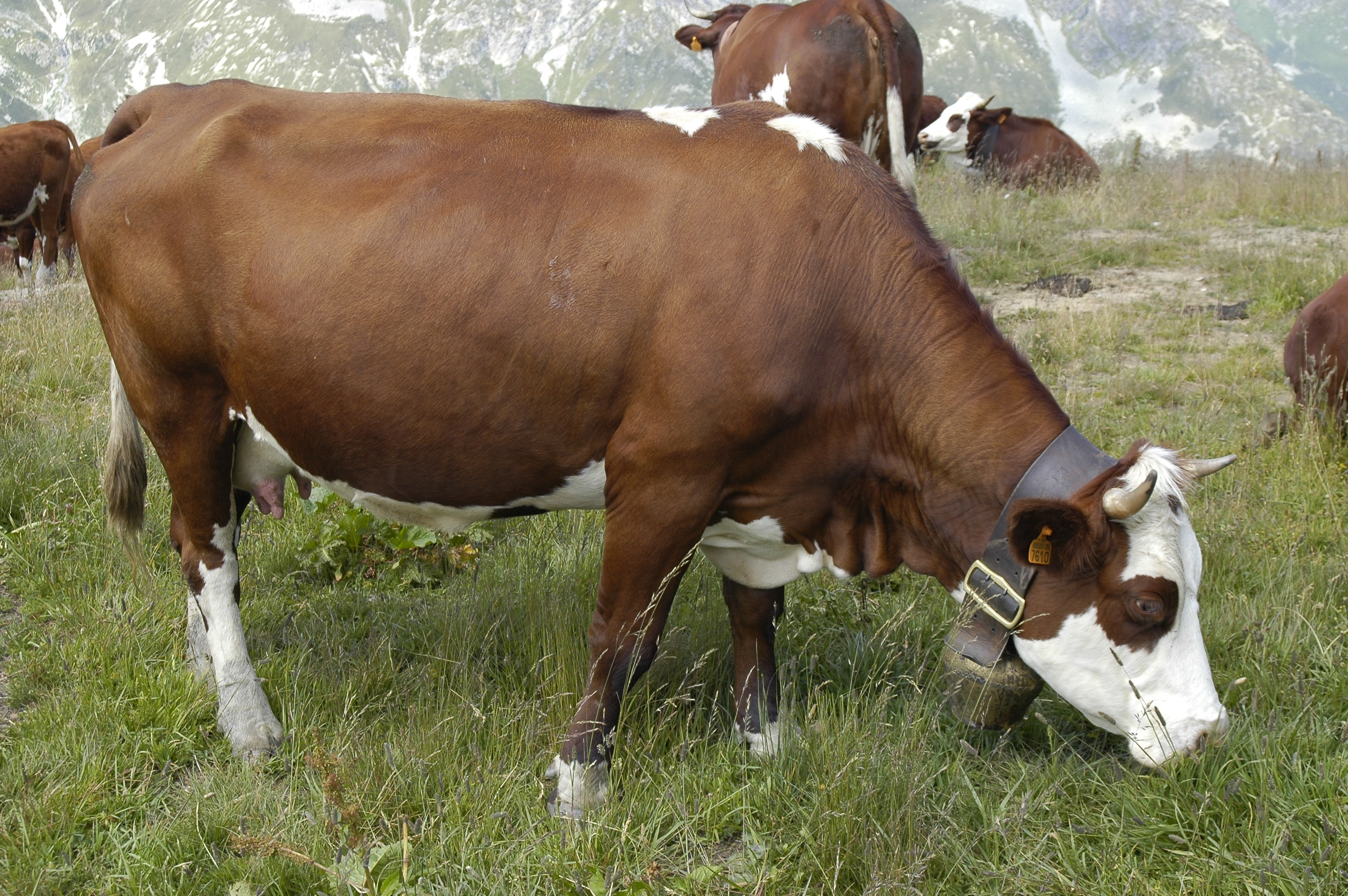
Vaches abondance à l'alpage.

### Agriculture
- Exploitation des forêts
- Production du fromage d'Abondance

## Culture locale et patrimoine

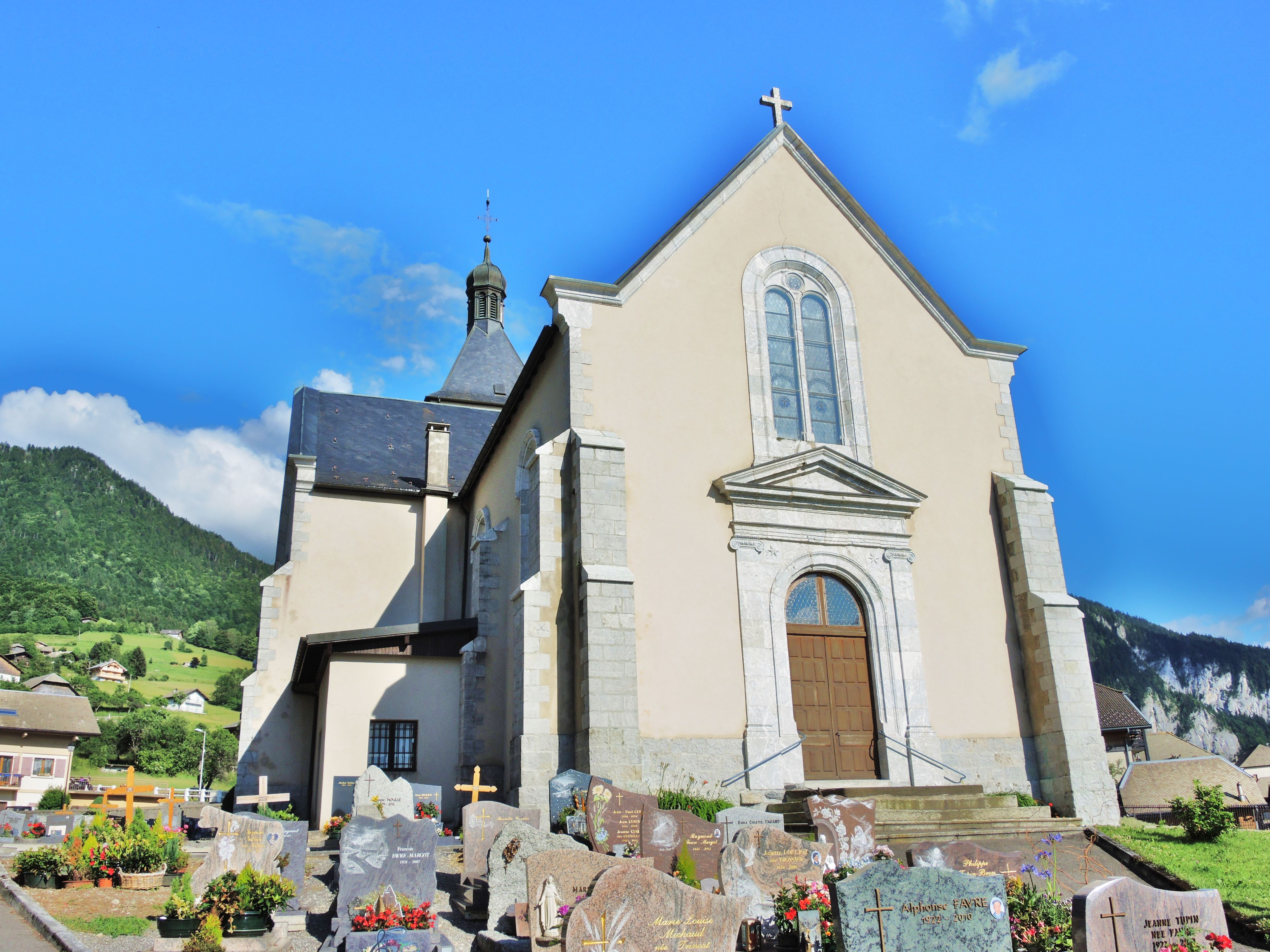
L'église Saint-Ours-et-Saint-Étienne.

La commune ne compte aucun monument ou objet répertorié à l'inventaire des monuments historiques,
. Toutefois, elle compte
17 munuments remarquables ainsi que 59 objets répertoriés à l'inventaire général du patrimoine culturel,.

### Monuments religieux
- l'église paroissiale Saint-Etienne (dédiée à Saint Ours jusqu'en Saint-Ours 1841)[22], construite entre 1411 et 1870, et restaurée au XIXe siècle[23],[24].
- la chapelle d'Ubine ou chapelle Saint-Bernard-de-Menthon – Notre-Dame-de-Bon-Secours – Saint-Guérin, construite entre 1611 et 1973[25] ;
- la chapelle Notre-Dame-de-Compassion – Saint-Claude – Saint-Dominique – Saint-Meinrad – Saint-François-de-Sales, construite entre 1662 et 1979[26] ;
- la chapelle Notre-Dame-Auxiliatrice – Immaculée-Vierge-Marie – Notre-Dame-de-Bon-Secours – Notre-Dame-de-la-Paraz, construite entre 1792 et 1985[27] ;
- la chapelle Notre-Dame-des-Carmes – Saint-Michel, construite entre 1872 et 1980[28] ;
- l'oratoire Notre-Dame dit oratoire de la Vierge, daté de 1816[29] ;

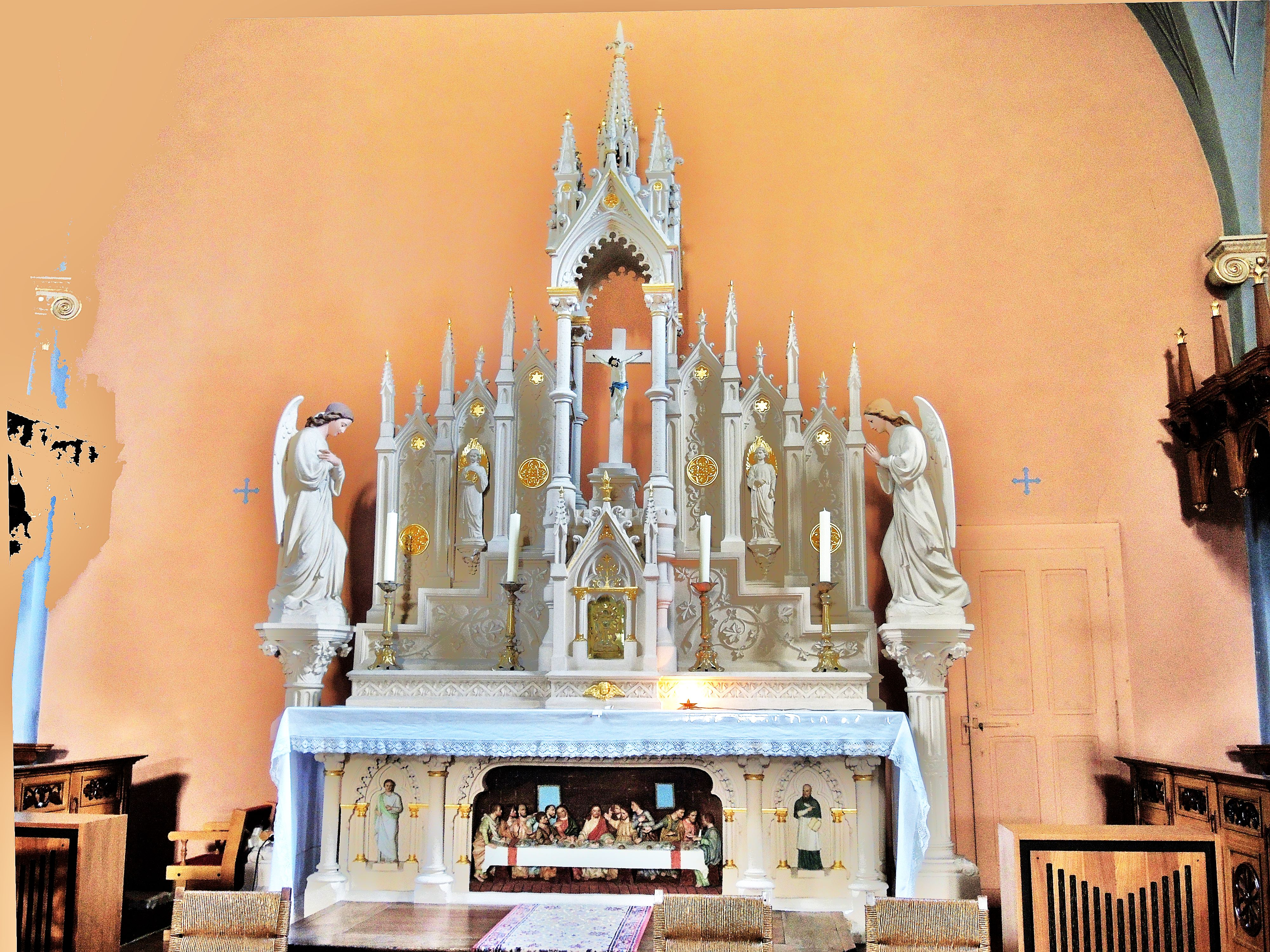
Retable de l'église Saint-Ours-et-Saint-Étienne.
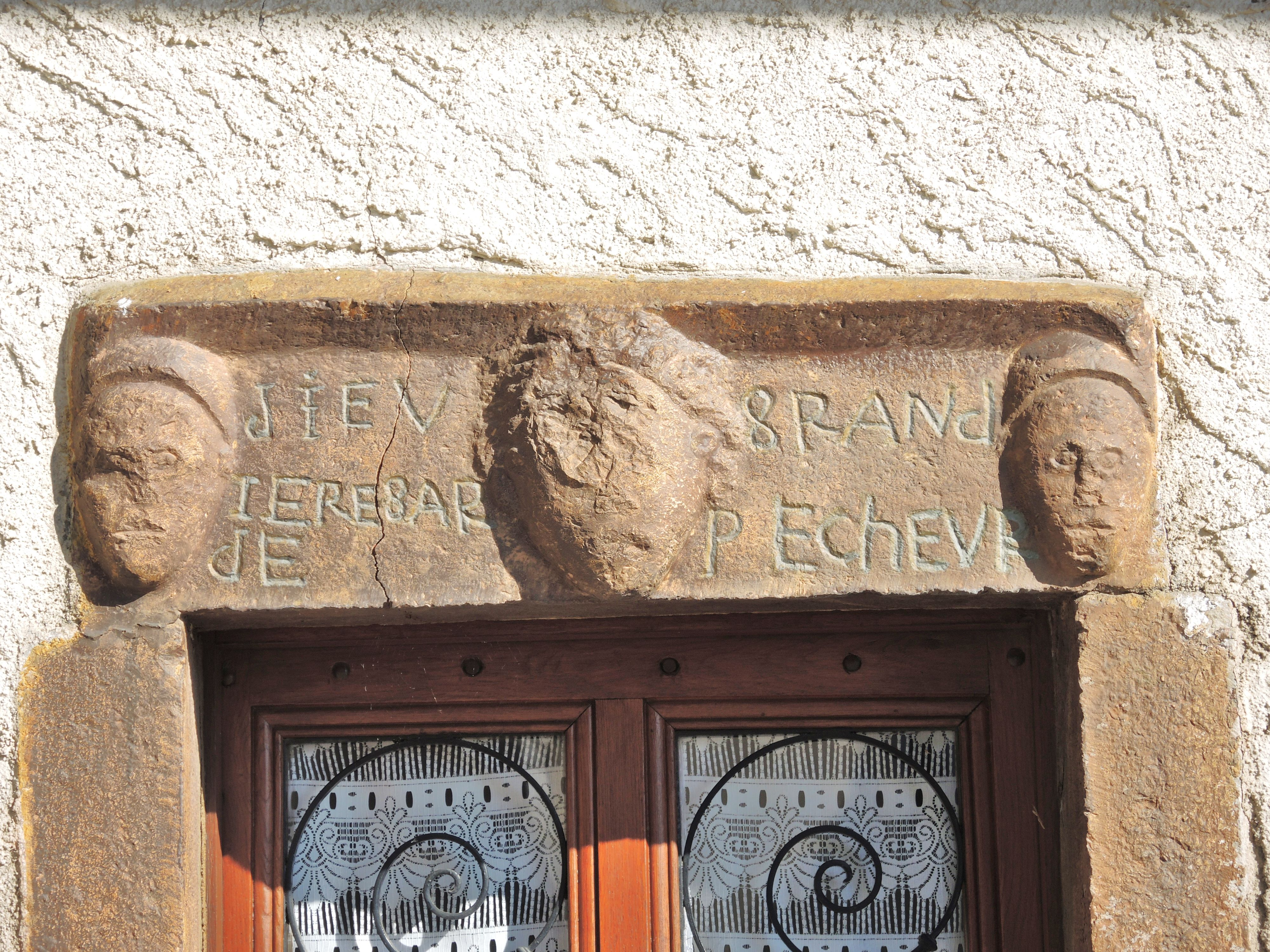
Linteau sculpté, dans le village.
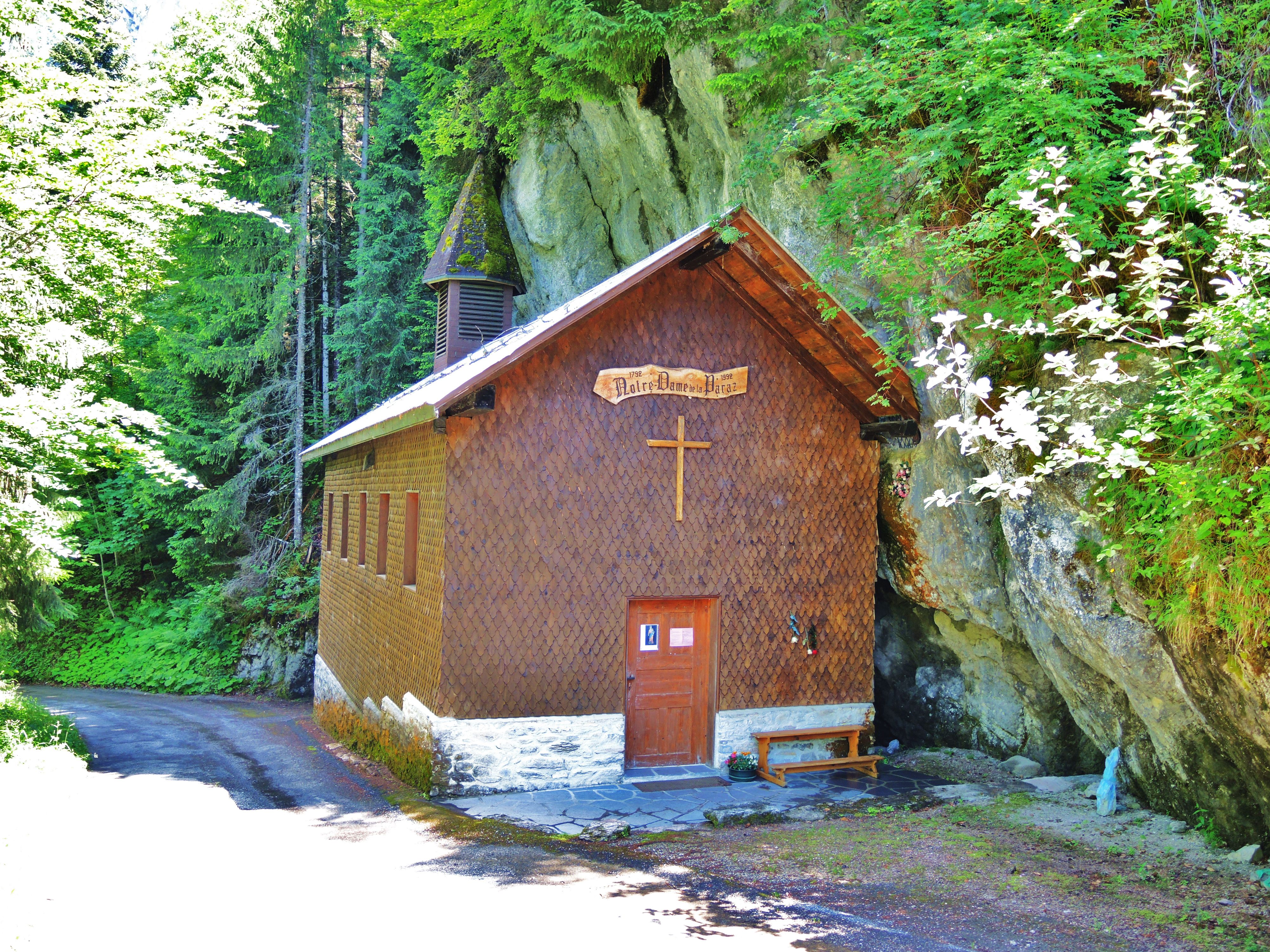
Chapelle Notre-Dame-de-la-Paraz.
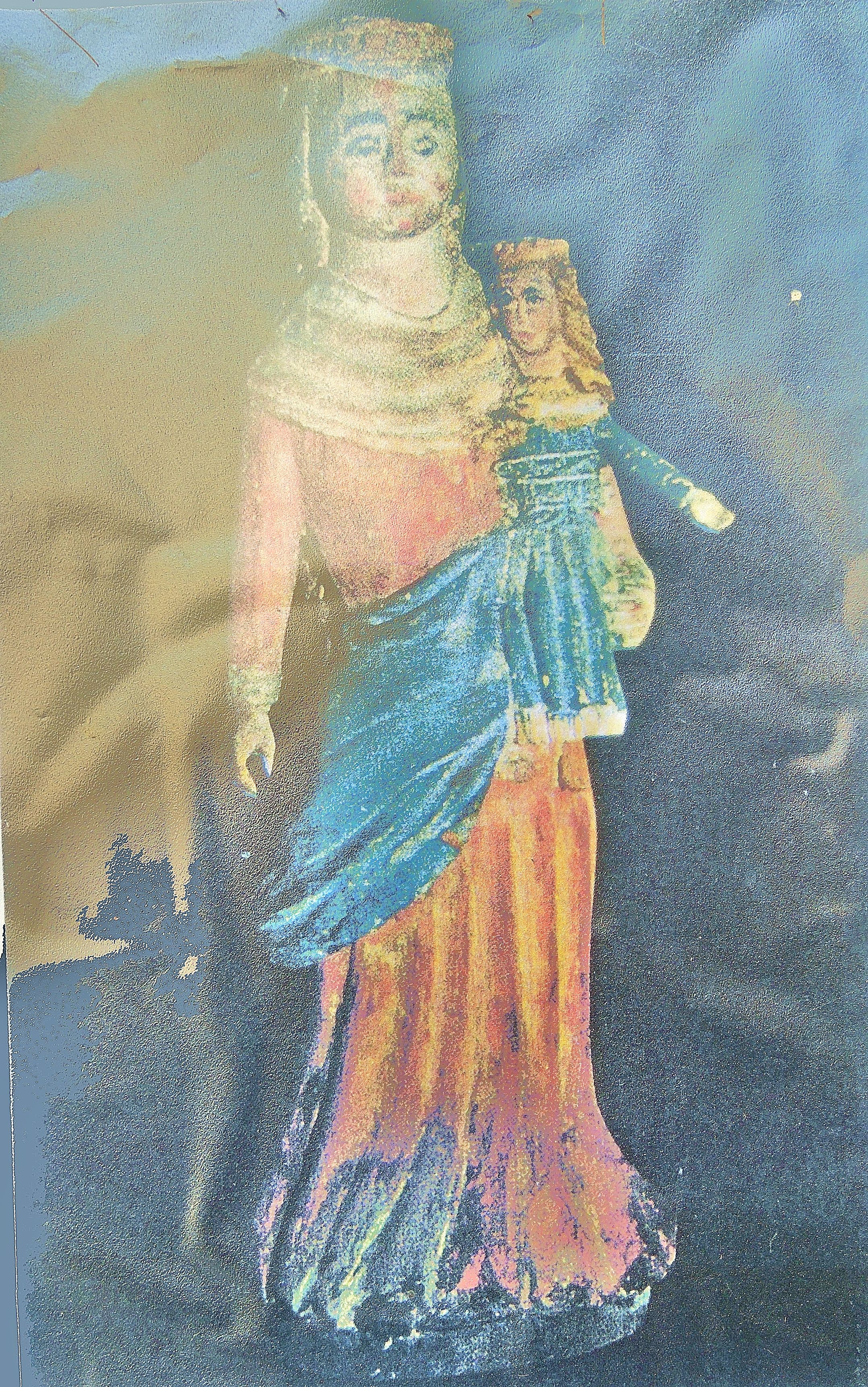
Image de la statuette de Notre-Dame-de-la-Paraz.
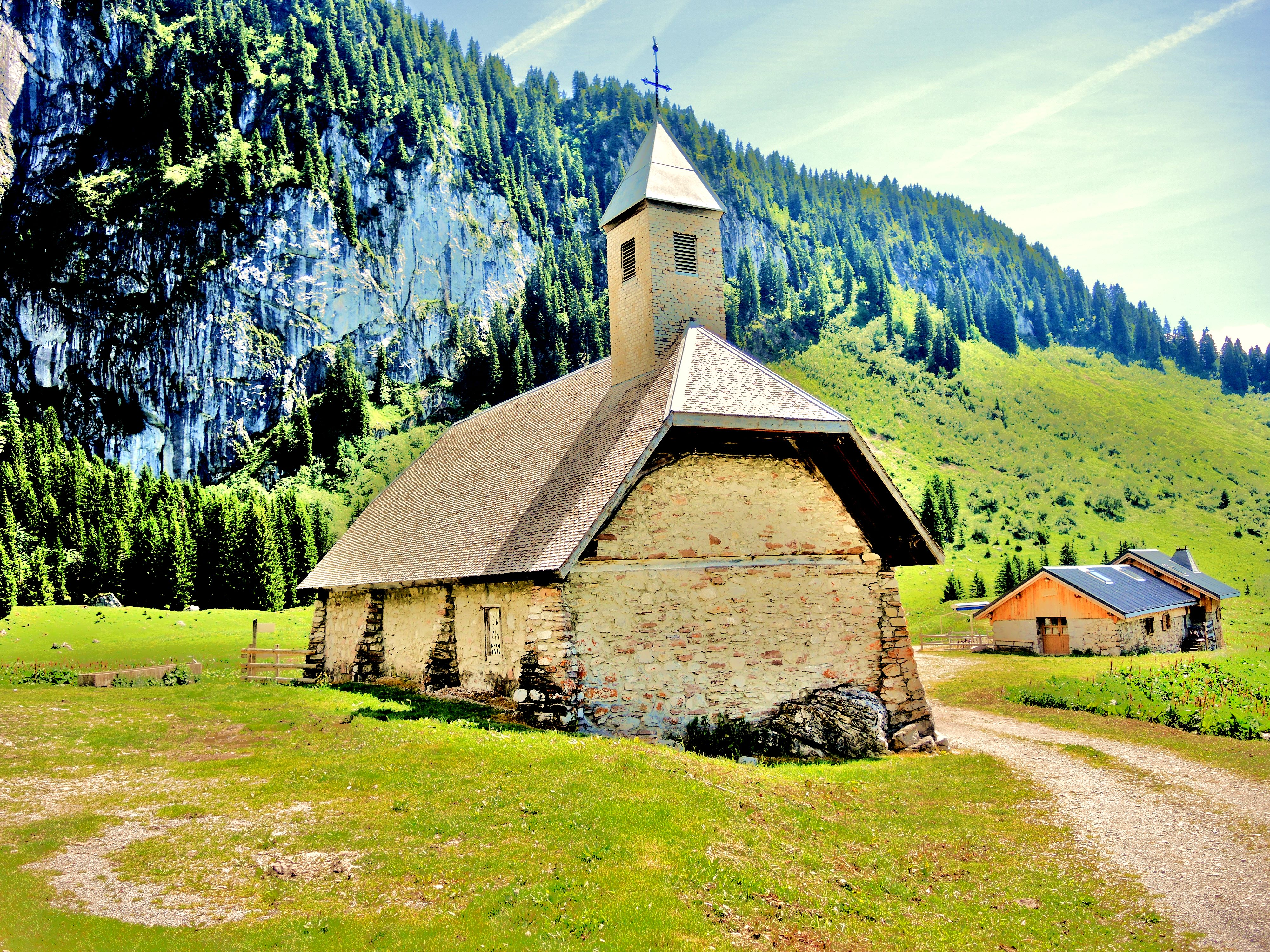
Chapelle d'Ubine.

### Monuments civils
Le monument aux morts est inauguré le 18 juin 1922. Il a été réalisé par le marbrier Charles Anthonioz.

### Lieux
- Alpage d'Ubine

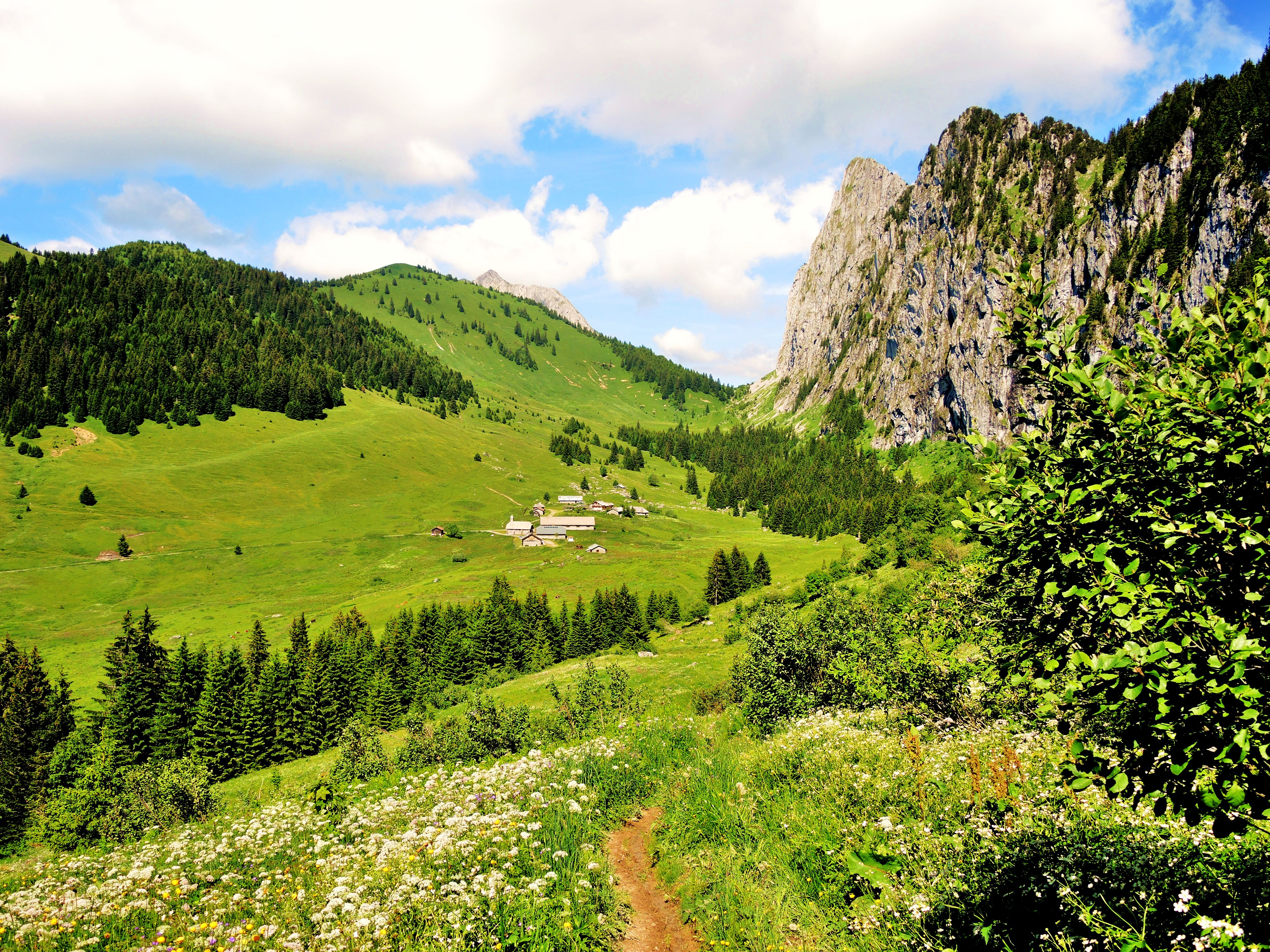
Vallon et chalets d'Ubine

- Alpage de Bise, site Natura 2000, on y trouve une espèce végétale rare, le Rhododendron hirsute[30]. Le site est dominé par les Cornettes de Bise.
- Lac Darbon

### Héraldique
| Armes de Vacheresse | Les armes de Vacheresse se blasonnent ainsi : D'or à une tête et au col de vache d'Abondance au naturel, posés de demi profil à senestre, colletés de sable et clarinés d'argent, soutenus d'un rocher de trois coupeaux du mème mouvant de la pointe, au chef soudé aussi d'argent chargé de trois sapins de sinople. |